# Assemblea Nacional de Veneçuela
L'Assemblea Nacional de Veneçuela és l'òrgan de tipus unicameral que exerceix el Poder Legislatiu Federal en la República Bolivariana de Veneçuela. Està conformada per 165 diputats. Naix després de l'aprovació de la Constitució de 1999, reemplaçant a l'anterior Congrés de la República, que era un òrgan bicameral. Actualment és presidida pel diputat per l'Estat Monagas Diosdado Cabell. L'actual Assemblea es va instal·lar el 5 de gener del 2011 i exercirà les seues funcions fins al 5 de gener del 2016.
En períodes de recés, la Comissió Delegada reuneix un nombre de diputats per a atendre els assumptes pendents de l'Assemblea fins al nou període de sessions.
La Constitució de la República estableix que el Poder Legislatiu s'exerceix per l'Assemblea Nacional en el seu Títol V, Capítol I, Secció Primera, article 186.
L'Assemblea Nacional posseeix un canal en senyal obert dit Assemblea Nacional Televisió que funciona des de 2005.

## Història

### En la Guerra d'Independència
La història del Congrés de Veneçuela, com dipositari del Poder Legislatiu Federal, es remunta a l'any de 1811, quan s'inaugura el 2 de març, sent el Congrés més antic d'Amèrica del Sud. Posteriorment el 5 de març va nomenar el Triumvirat Executiu compost per Cristóbal Mendoza, Juan Escalona i Baltasar Padró, sent Mendoza el primer President de Veneçuela. El mateix convocat per a decidir la millor classe de govern per a Veneçuela mentre durarà la captivitat del Rei Ferran VII en mans de Napoleó, durant les sessions del Congrés va sorgir la idea de declarar la Independència d'Espanya, concretant-se el 5 de juliol de 1811 i posterior Signatura de l'Acta d'Independència, deslligant la guerra amb Espanya. El 4 de desembre d'aqueix mateix any es promulga la primera Constitució Federal de Veneçuela. Des de 1813 a 1817 no es va reunir a Veneçuela cap Congrés.

### El Congresset de Cariaco
Des de 1813 el Libertador venia exercint el Comandament Suprem sense l'aprovació d'un Congrés, quan Simón Bolívar reinicia la guerra a Veneçuela en 1816, la seua primera preocupació és organitzar una Assemblea en Santa Ana del Nord, en Margarita, que ratifique la seua autoritat militar. En la seua segona expedició de los Cayos, el 28 de desembre de 1816, Bolívar promet de nou en Margarita la seua intenció de convocar a un Congrés Nacional tan prompte les circumstàncies ho permeteren en terra ferma.
Tan prompte com el Libertador va passar a Guayana a assumir el comandament de les tropes i dirigir la campanya, Santiago Mariño en franca discòrdia amb el Libertador, reuneix el Congresset de Cariaco el 8 de maig de 1817., al qual va assistir el Canonge Madariaga, Luis Brión, Francisco Antonio Zea, Francisco Javier Maíz, Francisco Javier d'Alcalá, Diego Vallenilla, Diego Antonio d'Alcalá, Manuel Isava, Francisco de Paula Navas, Diego Bautista Urbaneja i Manuel Maneiro, i es van constituir en Congrés dels Estats Units de Veneçuela. Aparentment aquest Congrés responia a la convocatòria que El Libertador havia fet en el seu proclama de la Vila del Nord; però aquest Congrés no va tenir efectes pràctics però és important assenyalar que va intentar restaurar la Constitució Federal de 1811 sense èxit.

### Any 2006
La segona Assemblea Nacional veneçolana va ser elegida en les Eleccions parlamentàries de 2005. Després de l'anomenat a l'abstenció de l'oposició veneçolana, l'Assemblea Nacional electa va estar composta completament per oficialistes; dels 167 diputats electes només dos no havien obtingut el curul per mitjà de l'Aliança del Canvi Revolucionari conformada pels partits MVR, Podemos, PPT, PCV, VE, UPV, MEP, entre d'altres, sent els diputats dels partits Amansa i FUNDACIDI els únics a haver aconseguit el seu càrrec sense necessitat de la coalició. El partit VE que va participar com a plataforma electoral va obtenir 4 diputats que, a l'iniciar les sessions el parlament es van sumar al MVR.
A partir de 2006 almenys uns 20 diputats van ser desvinculats de l'Assemblea Nacional per a ocupar altres càrrecs en l'administració pública, sent ocupats els seus llocs pels suplents. El 2007 amb la proposta de creació d'un partit que reunira les organitzacions polítiques que donaren suport a Chávez s'inicien una sèrie de canvis dins de les conformacions dels partits dins del parlament, així sorgeix el Partit Socialista Unit de Veneçuela (PSUV), donant lloc als traspassos de diversos partits a la nova organització, Podemos i PPT perden la meitat dels seus diputats al sumar-se al PSUV, així com el MEP, UPV, Mi Gato, Migente i LAGO perden representació total per la mateixa causa, encara que després els diputats de les bancades del MEP i UPV es van reincorporar als seus partits al no assolir-se la fusió amb aquests i el PSUV.
A la fi de 2007 Podemos se separa completament del chavisme quedant amb els 7 diputats que tenia després de la conformació del PSUV, passant a ser l'únic partit opositor dins de l'Assemblea Nacional.

### Any 2011
Al març de 2012, després de l'expulsió de José Gregorio Briceño (governador de Monagas) del Partit Socialista Unit de Veneçuela, els diputats Nelson Rodríguez Parra, Jesús Enrique Domínguez i María Mercedes Aranguren (que formaven part del PSUV) es van declarar diputats independents i van anunciar la conformació de la fracció parlamentària “Monagas Patriota”; d'igual manera en previ a les Eleccions presidencials de Veneçuela de 2012 el diputat William Ojeda va anunciar la seua desincorporació de les files de la MUD per no donar suport un suposat Paquet Econòmic proposat per la coalició opositora, mentre que després d'aquests comicis el també diputat Jesús Paraqueima anunciaria la seua desincorporació del bloc parlamentari de la Taula de la Unitat Nacional, formant un anomenat bloque independent pro-oficialista juntament amb William Ojeda.

## Seu de l'Assemblea Nacional
L'Assemblea Nacional, es troba establerta a la ciutat de Caracas en el Palau Federal Legislatiu, o Capitoli Federal, construït durant el període d'Antonio Guzmán Blanco el 1872.
El saló El·líptic és el més important i és usat per a actes protocol·laris en ell troba el llibre de l'acta d'independència signada el 5 de juliol de 1811, una magnífica col·lecció d'obres d'art de pròcers de la independència, i en la seua cúpula del costat intern es troba l'obra d'art del pintor veneçolà Martín Tovar i Tovar la qual representa la batalla de Carabobo, i per fora és una cúpula el·líptica orada amb bany d'or i en la cúspide es troba la Bandera Nacional.